# Годзилла против Кинга Гидоры
«Годзилла против Кинга Гидоры» (яп. ゴジラvsキングギドラ) — фантастический японский кайдзю-фильм режиссёра Кадзуки Омори, восемнадцатый о гигантском динозавроподобном ящере Годзилле. Премьера фильма в Японии состоялась 14 декабря 1991 года. «Годзилла против Кинга Гидоры» особенно выделяется среди прочих фильмов во франшизе тем, что в нём раскрывается происхождение Годзиллы, выясняется причина, почему и как он стал таким чудовищем. Кроме того, это первый фильм эпохи Хэйсэй (1989—1995), в котором появляется Кинг Гидора — могучий трёхголовый дракон, один из самых известных врагов Годзиллы (до этого он в последний раз появлялся в фильме «Годзилла против Гайгана»).
Фильм имел невероятный успех, особенно в сравнении с тремя довольно слабыми предыдущими, и до сих пор признаётся одним из наиболее удачных во всей франшизе о Годзилле. В 1992 году фильм получил награду Japan Academy Award в номинации за лучшие спецэффекты.

## Сюжет
В 1992 году Кэнъитиро Тэрасава, автор фантастических книг, встречается со стариком, который утверждает, что во время Второй мировой войны его гарнизон на острове Лагос повстречал живого динозавра, который помог им защититься от американских войск. Тэрасава верит ему: он предполагает, что этот динозавр продолжал существовать на этом острове долгое время, но после испытаний водородной бомбы в Тихом океане в 1954 году динозавр подвергся сильному радиоактивному излучению и стал Годзиллой. Вскоре Кэнъитиро узнаёт о господине Синдо, который возглавлял оборонительный гарнизон на Лагосе в 1944 году. При визите Кэнъитиро Синдо сначала не хочет рассказывать о событиях на Лагосе, но потом показывает ему несколько снимков, которые он хранил в тайне долгие годы, на которых запечатлён огромный хищный динозавр на фоне джунглей.
В это время над Токио два раза фиксируются появления НЛО. На совещании властей выступает Мики Саэгуса, которая высказывает мысль, что НЛО направлялся на юг, к тому месту, куда уплыл Годзилла после схватки с Биолланте. Вскоре НЛО появляется ещё раз и снижается у подножий Фудзиямы. Туда направляются военные подразделения. Из летающего аппарата поступает сигнал, что его обитатели хотят встретиться с премьер-министром. Прибывший к Фудзияме исследователь-физик Фудзио становится свидетелем появления из НЛО трёх человек: это американцы Уилсон и Гренчко и японка Эмми Кано. Пришельцы рассказывают, что живут в 2204 году, а НЛО — их машина времени, на которой они прилетели в XX век по заданию Союза планеты.
Пришельцы предупреждают властей, что их задача — предотвратить грядущие события, которые приведут к катастрофе в будущем: Годзилла должен вернуться в Японию, он разрушит ядерные заводы, что приведёт к сильнейшему загрязнению, и в результате Япония превратится в безжизненную пустыню. На совещание вызывают Кэнъитиро и Мадзаки, Эмми Кано показывает им привезённую из будущего книгу о Годзилле. Эта та самая книга, которую Кэнъитиро планирует написать сейчас при содействии профессора Мазаки. Люди из будущего подтверждают, что все предположения Кэнъитиро о появлении Годзиллы оказались верными, и теперь они планируют вернуться в прошлое и переместить выжившего динозавра с острова Лагос в другое место, предотвратив, таким образом, появление Годзиллы.
Пришельцам нужны помощники из 1992 года, которые могут оказать им содействие в выполнении задания. Они выбирают для этого Кэнъитиро, Мадзаки и Саэгусу. Все трое поднимаются на огромный летательный аппарат, где Уилсон и Гренчко показывают им своего совершенного андроидного робота М-11, который вместе с Эмми, Кэнъитиро, Мадзаки и Саэгусой отправится в прошлое. Перед отправлением Мадзаки удивляется, почему именно они выбраны для этой цели. Гренчко объясняет, что они не могут переместить в прошлое господина Синдо по причине, что он встретит там себя самого, а один и тот же человек не может находиться в какой-то точке временного континуума больше одного раза.
На скоростном шаттле, который должен переместиться в прошлое, Эмми показывает выбранным участникам миловидных домашних питомцев — Дор, напоминающих летучих мышей. Доры отправляются в 1944 год вместе с экипажем шаттла.
М-11 перемещает шаттл в прошлое, и весь экипаж оказывается на острове Лагос, 6 февраля 1944 года. Шаттл приземляется в самой гуще боя, когда американцы начинают выпускать ракеты с морского флота по острову. М-11 выходит наружу и среди многочисленных взрывов обегает значительную часть острова. В скрытой пещере он находит японский гарнизон. Майор Синдо даёт распоряжения своим подчинённым. На следующее утро Эмми, Кэнъитиро, Мадзаки и Саэгуса становятся свидетелями, как после непродолжительной перестрелки между японскими и американскими войсками из чащи леса появляется 12-метровый Годзиллазавр и, двигаясь в сторону побережья, оттесняет американских солдат и многих убивает. Выйдя на берег, Годзиллазавр подвергается огневой атаке с морского флота, но, прежде чем скрыться в глубине острова, он всё же расправляется с остатками американской дивизии.
В джунглях Годзиллазавр теряет силы от нанесённых ему серьёзных ран и тяжело дышит, лёжа на земле. Кэнъитиро, Мадзаки и Саэгуса видят, как Синдо отдаёт честь умирающему, как он думает, Годзиллазавру, а потом вместе со своими оставшимися в живых бойцами возвращается в пещеру.
М-11 успешно телепортирует неподвижно лежащего Годзиллазавра в Берингово море и готовится к отлёту, когда Саэгуса замечает необычное исчезновение Дор из клетки.
Шаттл возвращается в 1992 год. На большом летательном аппарате, где вернувшихся участников уже дожидаются, Уилсон с усмешкой сообщает, что Годзилла исчез из океана (это подтверждает и Фудзио) и что теперь миру угрожает Кинг Гидора. Кэнъитиро, Мадзаки и Саэгуса покидают гостей из будущего в смутной тревоге. Хотя Годзилла теперь не должен существовать, никаких перемен не наблюдается — все по-прежнему о нём знают, а книга Кэнъитиро как и раньше находится в процессе написания.
В это время с южных территорий Японии сообщают, что к острову Кюсю приближается гигантский трёхголовый крылатый монстр Кинг Гидора. Оказывается, Эмми умышленно оставила Дор на Лагосе, в 1954 году они облучились радиацией и срослись в одно существо, породив Кинга Гидору. Американцы Уилсон и Гренчко пытаются управлять Гидорой так же, как раньше Дорами — они посылают монстра разрушать Хоккайдо, что вызывает возмущённую реакцию со стороны Эмми. Она понимает, что её обманули. Пока Уилсон и Гренчко заняты контролем Кинга Гидоры, она сбегает и навещает Кэнъитиро. Теперь он узнаёт от неё истинную цель визита людей из будущего. Всё рассказанное Уилсоном о Годзилле и радиоактивном загрязнении оказывается ложью, на самом деле, к концу XXI века Япония станет самой процветающей страной в мире, а в результате ликвидации всего ядерного оружия правительства других стран не смогут никому угрожать. Уилсон и Гренчко планировали вернуться в прошлое и создать контролируемого монстра, чтобы тот уничтожил Годзиллу и помог бы японской нации стать ещё успешнее. Но Эмми не знала, что их целью является уничтожение Японии, а не помощь стране.
Вскоре в найденной газете Кэнъитиро узнаёт о затонувшей ядерной подводной лодке в Беринговом море и понимает, что Годзилла никуда не исчезал — он всё-таки появился в 1984 году, и только он теперь сможет остановить Кинга Гидору. Кэнъитиро и Эмми отправляются к Синдо сообщить ему о приближении Годзиллы, но по пути их перехватывает М-11. Он доставляет Эмми обратно, к Уилсону и Гренчко. Эмми ни о чём им не рассказывает, но они сами догадываются, что японские власти попытаются вернуть Годзиллу.
В Беринговом море разворачивается операция по пуску ракет с ядерными боеголовками с секретной ядерной подводной лодки по тому месту, где находится Годзиллазавр, либо появившийся снова Годзилла. Предположение Кэнъитиро сбывается: на субмарину нападает Годзилла, причём теперь он стал даже крупнее чем в другом, альтернативном мире. Кинг Гидора летит навстречу Годзилле, и их схватка происходит на северном побережье Хоккайдо.
Эмми, Кэнъитиро и перестроенный М-11 взрывают центр управления корабля, после чего американцы теряют контроль над Гидорой. Однако после активации тревоги на корабле включается аварийная система. После отсчёта 15 минут корабль автоматически переместится обратно в 2204 год. М-11 задерживает охрану и устраивает беспорядок на корабле.
Ослабевший без контроля Кинг Гидора начинает проигрывать Годзилле, и в конце концов лишается центральной головы. В это время Эмми, Кэнъитиро и М-11 садятся на тот же шаттл, который переместил их в прошлое, и телепортируют большой корабль прямо к Годзилле. Уилсон и Гренчко ничего не понимают и, когда они открывают иллюминатор, Годзилла взрывает своим атомным лучом их корабль, а лишившийся головы Гидора пытается улететь, но падает в Охотское море.
Годзилла направляется на юг и разрушает Саппоро, а затем вторгается в Токио. Господин Синдо не покидает свой офис, веря, что Годзилла не станет его убивать, раз помог ему выжить на Лагосе в 1944 году. Монстр подходит к небоскрёбу и в упор смотрит в окно на Синдо. Несколько секунд Годзилла как будто колеблется, но всё же разрушает здание. Синдо погибает.
Эмми решается на рискованный шаг: она отправляется к себе домой, в 2204 год, и там у М-11 получается модифицировать покоящегося в море Кинга Гидору. Создав управляемого киборга — Меха-Гидору с металлическими крыльями и центральной головой, — Эмми и М-11 возвращаются в 1992 год и пытаются остановить Годзиллу. Несмотря на все их старания, Годзилла не отступает, и тогда Меха-Гидора хватает Годзиллу и уносит далеко в океан. Они оба скрываются под водой, а Эмми возвращается обратно в будущее, но перед отлётом раскрывает один секрет Кэнъитиро: она является его далёким потомком.
В финале фильма показано морское дно. Годзилла неподвижно лежит, сжатый Меха-Гидорой, но внезапно открывает глаза и поднимается.

## В ролях
| Актёр             | Роль                |
| ----------------- | ------------------- |
| Косукэ Тоюхара    | Кэнъитиро Тэрадзава |
| Анна Накагава     | Эмми Кано           |
| Мэгуми Одака      | Мики Саэгуса        |
| Кацухико Сасаки   | профессор Мадзаки   |
| Акидзи Кобаяси    | Юдзо Цутиаси        |
| Токума Нисиока    | Такэхито Фудзио     |
| Ёсио Цутия        | Ясуаки Синдо        |
| Чак Уилсон        | Уилсон              |
| Ричард Бергер     | Гренчко             |
| Роберт Скотт Филд | андроид М-11        |
| Кэмпатиро Сацума  | Годзилла            |

## Производство
Изначально кинокомпания Toho планировала снять ремейк фильма «Кинг-Конг против Годзиллы», однако проект пришлось отменить из-за ограничения в бюджете. Первоначально продюсер Томоюки Танака хотел создать нового монстра для грядущего фильма, но был риск, что фильм не станет успешным, как произошло с «Годзиллой против Биолланте», и поэтому в качестве врага Годзиллы был использован Кинг Гидора — один из самых популярных кайдзю в фильмах периода Сёва (1954—1975 гг).
В японском прокате фильм собрал $11 млн, намного больше, чем «Годзилла против Биолланте». Основываясь на таком успехе, компания Toho сняла четыре сиквела.

## В других странах
В США этот фильм был показан сразу на телевидении. Дублированный американский вариант получил распространение и в России. В 1998 году фильм был выпущен в США на DVD.

## Факты
- В США фильм получал неодобрительные отзывы от зрителей из-за выставляемых в дурном свете американских персонажей, а из-за эпизода, в котором Годзиллазавр расправляется с американскими солдатами и при этом защищает японских, фильм и вовсе признавался «анти-американским». Однако режиссёр Кадзуки Омори заявил, что он отнюдь не хотел оскорбить чувства американских зрителей и что все американцы в фильме показаны антагонистами — намёк на экономическое противоборство Японии и США в начале 1990-х, а не критическая оценка событий Второй мировой войны.[источник не указан 3716 дней]
- В 1997 году в штате Нью-Мексико были обнаружены останки динозавра длиной около 5 м. Ему было дано название годзиллазавр.[3].
- В одном из эпизодов фильма Кэнъитиро читает газетную статью о странном, напоминающем плезиозавра животном, выловленном у берегов Новой Зеландии. Необычный морской организм действительно был найден вблизи побережья Новой Зеландии в 1977 году.
- Это третий фильм, в котором актёр Кэмпатиро Сацума изображал Годзиллу[4].